# 청춘극장 (1967년 영화)
《청춘극장》은 1967년 공개된 대한민국의 영화이다.

## 배역
- 신성일
- 고은아
- 윤정희
- 이낙훈
- 김동원
- 장혁
- 추석양
- 황정순
- 최남현
- 정애란
- 전계현
- 이향
- 안인숙

## 수상
- 1967년 제6회 대종상
  - 신인상 - 윤정희
- 제2회 백마상
  - 신인여우상 - 윤정희